# El Grauet dels Llengots
El Grauet dels Llengots, és un grau que es troba a la part central de la Serra dels Bastets, a la Vall de Lord (Solsonès), i que permet accedir per la solana del Clot dels Llengots a la carena de la serra, a 1.107,7 m. d'altitud, per baixar després per la part obaga a la Canal del Molí i a cal Ballarà, al peu de l'Aigua de Valls, des d'on s'arriba a la masia d'Aiguaviva. Pertany al municipi de Guixers
És un dels pocs passos que permeten travessar perpendicularment la Serra dels Bastets. Antigament havia estat utilitzat pels habitants de la masia dels Llengots, avui totalment derruïda. Les seves runes marquen l'inici de l'accés al grau.

## Ús actual
El món excursionista ha revitalitzat el pas perquè permet efectuar una ruta circular per endinsar-se i visitar la part més interessant, potser, de la Serra dels Bastets. Aquesta ruta surt de la masia d'Aiguaviva, puja al Grauet de Valielles (des d'on es pot fer una pujada i baixada al Tossal de les Viudes) i baixa per la part sud fins a trobar el tradicional camí transversal dels Bastets (el que va de Valielles de Busa a la Valiella de Llengots, ja a tocar de l'embassament de la Llosa del Cavall). Se segueix aquest sender cap a ponent fins a l'enrunada masia dels Llengots, després de passar pels colls de Vera i de la Maçana.

## Masia dels Llengots

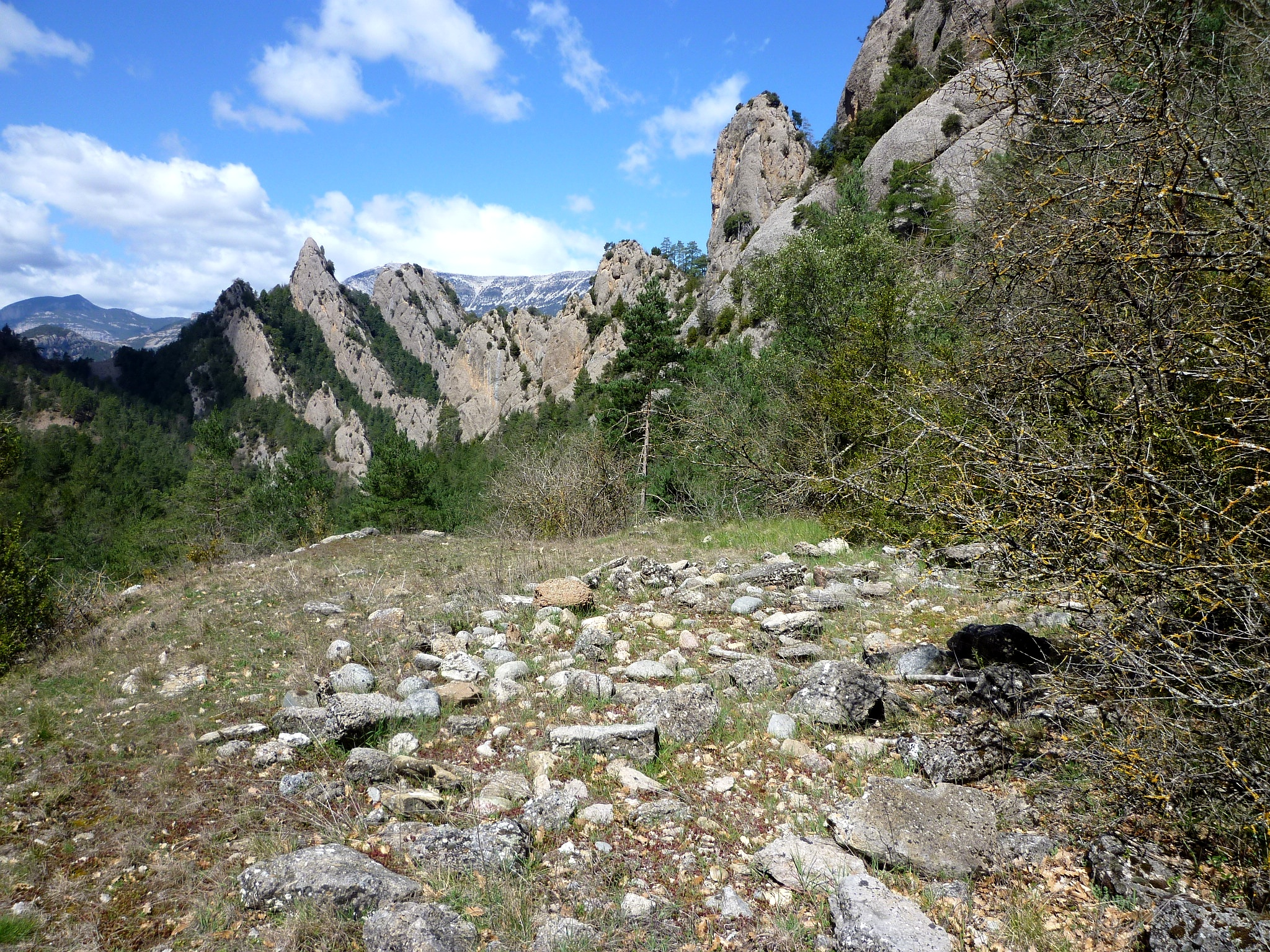
Vista des de la masia. Al Fons el Tossal del Bisbe

De les poques restes que en queden de les parets de la masia es pot deduir que l'edifici deuria tenir unes dimensions d'uns 12 metres de llarg per 8 d'amplada. Orientació de nord a sud. Amb la porta d'entrada a la façana de ponent, on s'observen les restes de les llindes d'una porta. S'obriria, doncs, de cara a la vall o Clot dels Llengots, tal com es pot veure en una de les fotos de la galeria.
L'emplaçament és un altre factor important i molt ben resolt: en aquest clot tan entaforat els cingles de la Serra de Busa (que s'eleven, al sud i per damunt, amb un desnivell de 550 metres en una distància en línia recta d'uns 600 metres) priven de la llum del sol a quasi tota la clotada durant la major part de l'hivern. Situada a la part més aviat alta i amb més amplària de la vall, sobre un replà elevat i arrecerat sota la línia de crestes de la solana, el sol hi tocava tot l'any.
Va estar habitada fins a principis del segle XX i es diu que la van abandonar perquè hi va haver un esllavissament d'una roca molt gran que va caure a prop de la casa. El que ara són boscos foren camps de conreu. Això no obstant, els pocs llocs abancalats que es veuen al voltant de la masia fan qüestionar els mitjans de supervivència de què devien disposar. Si hi afegim la solitud de l'indret, és fàcil deduir que la vida hi seria dura. La relació amb l'exterior es faria a través del grau, per un fàcil i ben marcat sender que puja en direcció sud-oest per la part obaga del clot fins a la masia de Trasserra (s'agafa al peu de la pista enfront mateix de la masia) i pel Coll dels Llengots cap a la Valiella.

## Clot dels Llengots

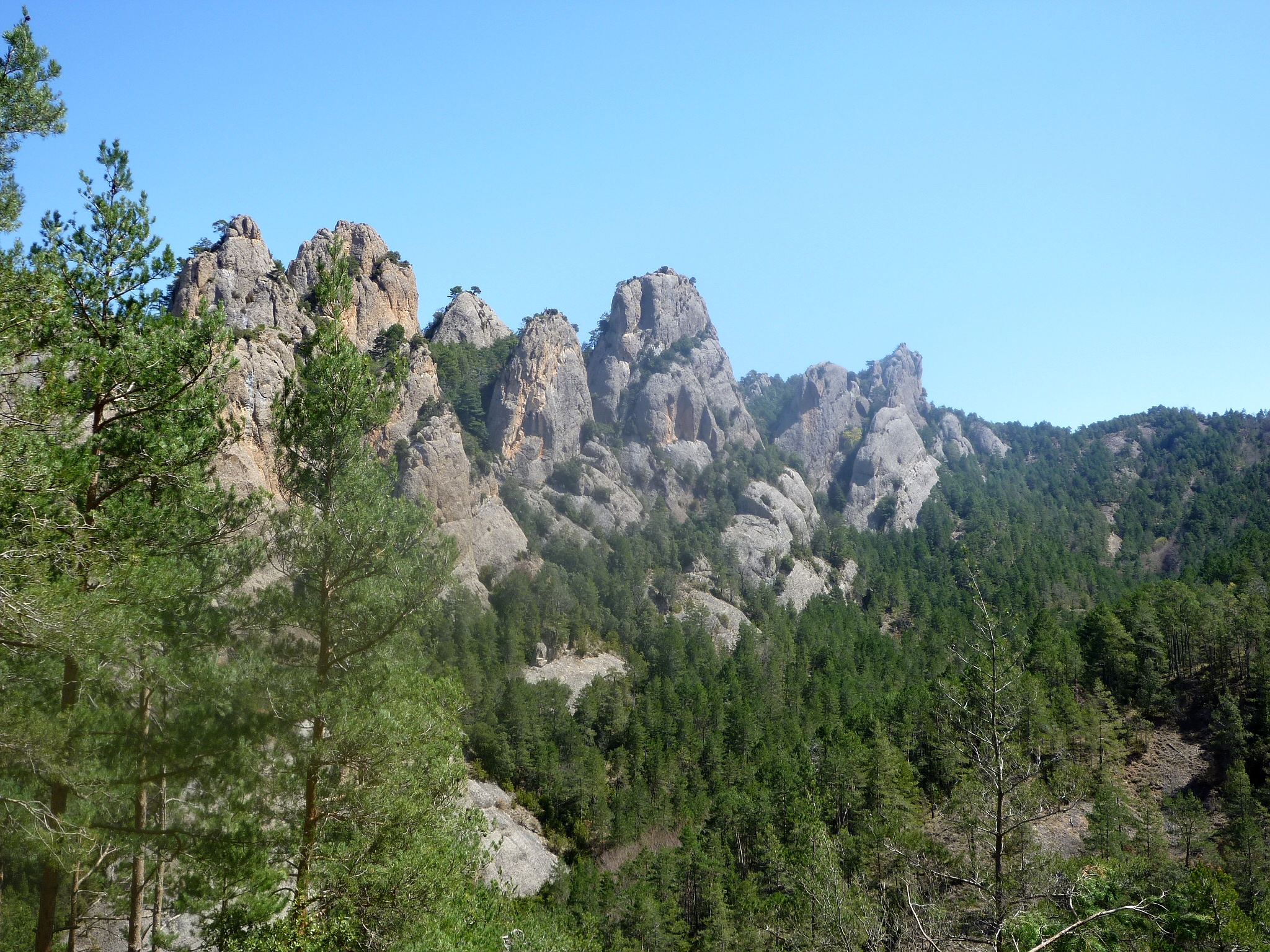
Sector de llevant del Clot dels Llengots on hi ha la masia

El Clot dels Llengots és un indret molt feréstec de la part central de la Serra dels Bastets (42° 6′ 56.87″ N, 1° 37′ 43.65″ E / 42.1157972°N,1.6287917°E). Aquesta serra està formada per un conjunt d'estrats de conglomerats sedimentats durant l'oligocè i posteriorment alçats i bolcats en els moviments tectònics del Miocè fins a ultrapassar la vertical. La posterior erosió ha modelat la serra fins a deixar-la com una successió de crestes paral·leles i pràcticament contínues orientades d'est a oest i apilades de sud a nord a l'obaga dels cingles de Busa. Les torrenteres que baixen d'aquests cingles s'han hagut d'obrir pas travessant i perforant les crestes que els barraven el camí formant recòndits clots o clotades. El dels Llengots n'és un d'ells, encaixat entre la primera (Vilamala de Valielles - Tossal de Trasserra) i segona (Tossal de les Viudes - Tossal del Bisbe) línia de crestes.
El Clot dels Llengots comença per l'est al Coll de la Maçana, a 1.207 msnm, passada la masia dels Llengots a 1.030 msnm i poc més enllà la seva arranjada font, arriba al punt més fondo a 940 msnm i puja al Coll dels Llengots, a l'oest, a 1.053 msnm. Té una llargada d'1,6 km. Les aigües que baixen dels dos colls s'ajunten al fons del clot amb la torrentera que descendeix de sota el Cingle del Moro, de Busa, i travessa la primera línia de crestes a prop de la masia de Trasserra. Al fons de la clotada (el Forat) s'escolen per la Canal del Forat fins a desguassar a l'Aigua de Valls, ara embassament de la Llosa del Cavall.